# Grădină comunitară

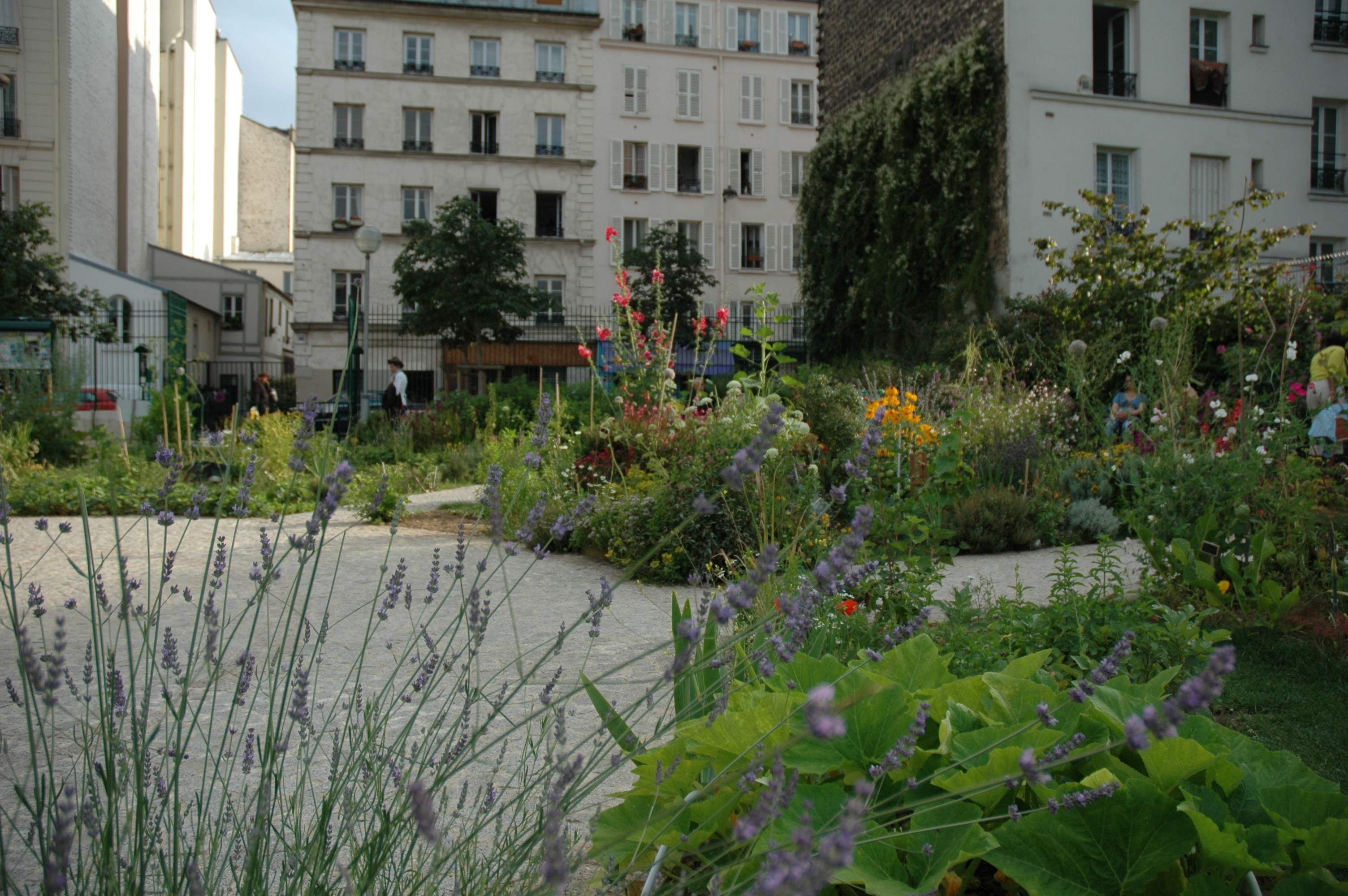
O grădină comunitară situată printre blocuri în arondismentul 10 din Paris.

Grădinile comunitare sunt parcele de teren aflate în oraș sau la periferia acestuia puse la dispoziția locuitorilor orașelor, asociațiilor de locatari sau unor organizații de către consiliile locale orășenești și care pot fi folosite pentru cultivarea în comun a legumelor, florilor etc. sau ca spații verzi. 
Gradina comunitară se prezintă ca o formă de gestiune în comun a unui teren de către un grup de locuitori. Acest tip de gradină este rar întâlnit în România. În timp ce pentru grădinile familiale (sau grădinile individuale), cu care suntem cel mai obișnuiți și le întâlnim cel mai des, se distribuie parcele în curțile caselor pentru a fi cultivate, grădinile comunitare rămân indivizibile. În grădinile comunitare culturile, legumele,  zarzavaturile sau spațiile verzi pentru petrecerea timpului liber sunt decise și exploatate în comun de către locatari.